# Skalní mísa

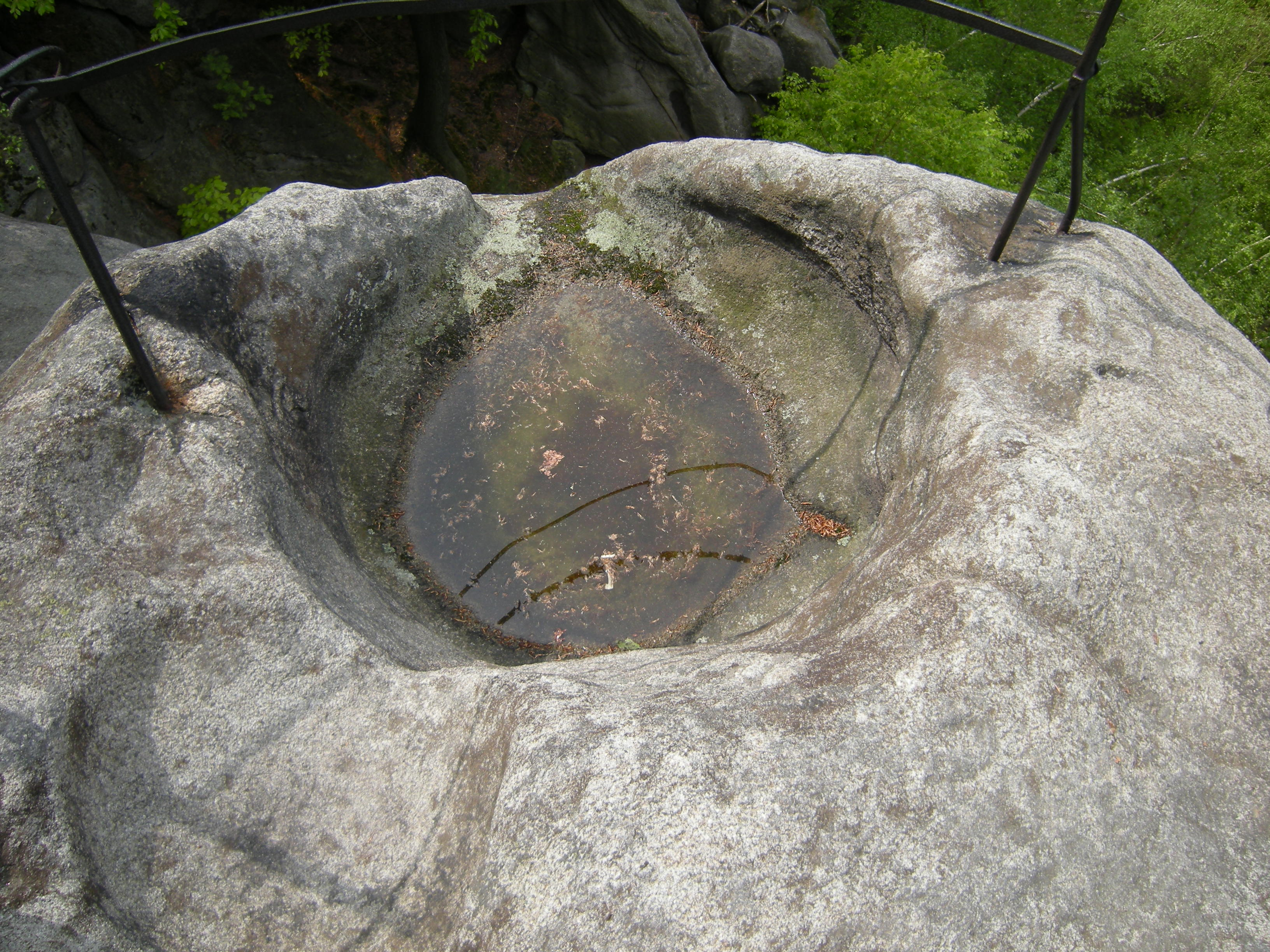
Přírodní památka Venušiny misky na vrchu Smolný v Žulovské pahorkatině

Skalní mísa (angl. Panhole) je prohlubeň oválného nebo kruhového tvaru na vodorovných nebo mírně skloněných skalních plochách. Velikost těchto prohlubní je zpravidla několik decimetrů, jen vzácně dosahují rozměrů více než 1 m v průměru. Skalní mísy se vyskytují v různých typech hornin všech podnebních pásů.

## Vznik skalního tvaru
Skalní mísy vznikají v důsledku selektivního zvětrávání horniny a následného odnosu zvětralých částic. Vývoj skalních mís je výsledkem mechanického, chemického a biochemického zvětrávání, přičemž mechanicky rozrušená hornina (například vlivem teplotních změn – mrznutím či zahříváním), následně snadno podléhá chemickému rozpouštění minerálů. Vrcholným stadiem vývoje skalní mísy je vznik tzv. odtokového žlábku (někdy nepřesně označovaného jako žlábkovitý škrap). Pokud je tento žlábek natolik prohlouben, že ze skalní mísy odvádí veškerou vodu, dochází k rychlé destrukci tvaru. Dokonale vyvinuté tvary se obvykle vyskytují v žulových horninách, ale také se s nimi setkáme v některých klastických sedimentech, například v pískovcích České křídové tabule. Skalní mísy se vyskytují i v dalších krystalických horninách, například v pegmatitech, kvarcitech, rulách a andezitech. Oválné prohlubně ve vápencích a jiných krasových horninách se nazývají kamenitza nebo kamenice podle původního slovinského pojmenování kamenica.

## Falešné obětní mísy
V minulých dobách, kdy si lidé neuměli vysvětlit skutečnou příčinu vzniku těchto hojně se vyskytujících skalních tvarů, považovali tyto prohlubně za obětní mísy (něm. Opferkessel). Domnívali se, že skály a balvany, v nichž jsou tyto mísy, jejichž součástí je často také odtokový žlábek, byly místem pohanských obětních obřadů. Skalní mísa s odtokovým žlábkem navíc evokovala představu o obětování živých tvorů, kdy žlábkem měla z mísy odtékat krev oběti. S tímto (v naprosté většině případů) mylným výkladem původu skalních mís se nezřídka setkáváme dodnes.

## Skalní mísy na území České republiky

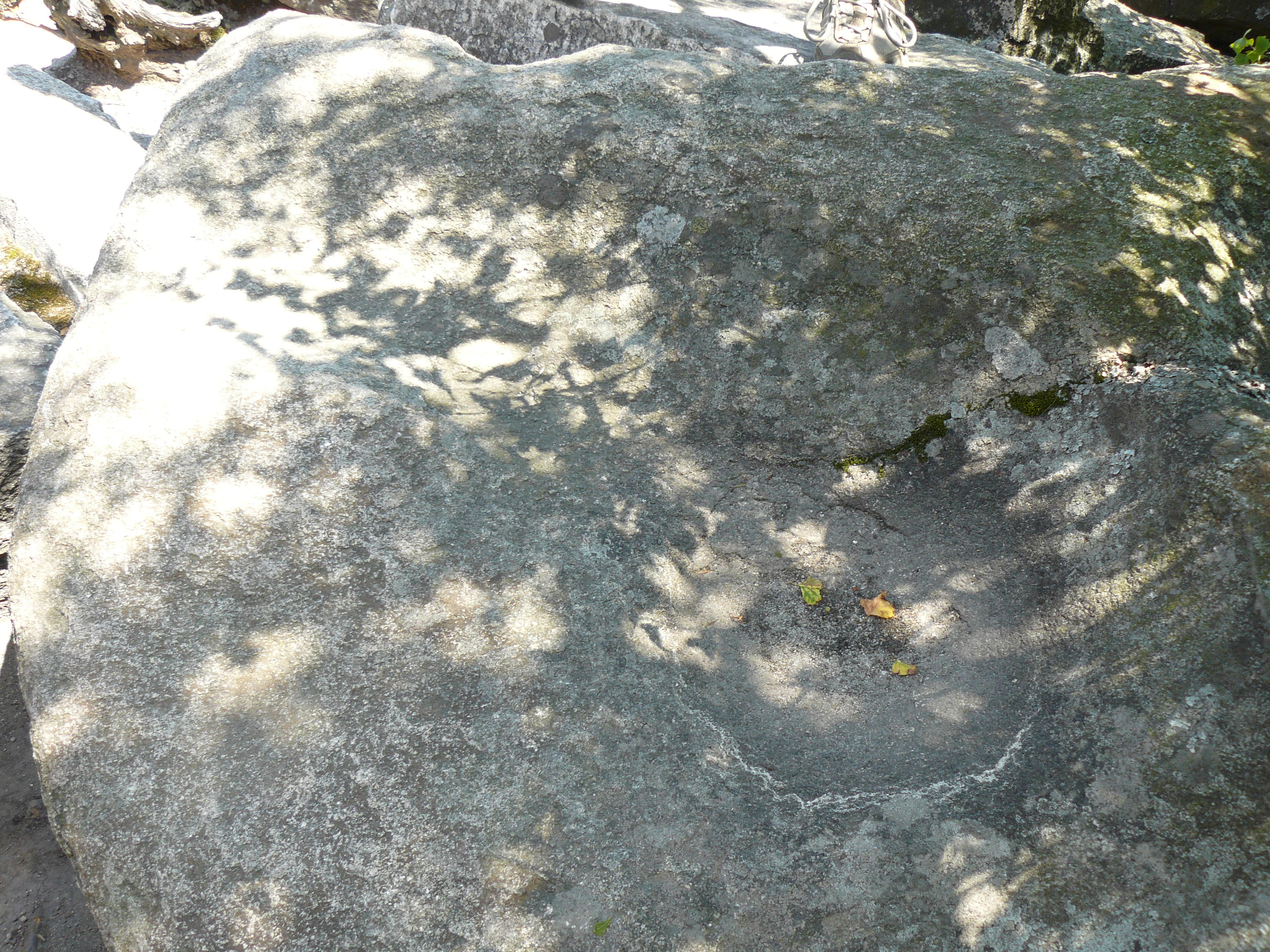
Skalní mísa vzniklá zvětráním žuly. Přírodní památka Míchova skála u obce Řásná v kraji Vysočina

Skalní mísy se vyskytují v různých typech hornin ve všech krajích České republiky.
V prvé řadě se jedná o výskyt v žulách – např. v Jizerských horách, Krkonoších, na Šumavě, v Novohradských horách, v Javořické vrchovině (např. Míchova skála, v okolí hradu Landštejn), v Žulovské pahorkatině (NPP Venušiny misky), Sedmihoří nebo v Žihelské pahorkatině. Hojně se tyto tvary vyskytují i ve Středočeském kraji. Za všechny lze jmenovat například přírodní památku Klepec u obce Přišimasy nedaleko Úval nebo největší český viklan Husova kazatelna a další skalní tvary na Sedlčansku. 
Obdobně četný výskyt skalních mís je i v jednotlivých pískovcových oblastech České republiky – v Broumovské vrchovině, Českém ráji, Českém Švýcarsku, Tiských stěnách, Lužických horách nebo v Pulčínských skalách, největším pískovcovém skalním městě v moravských Karpatech. 
Vzácněji se skalní mísy vyskytují v jiných horninách, jako jsou krystalické břidlice a ruly – např. v Jeseníkách nebo Žďárských vrších (Milovské a Rybenské Perničky), případně v pegmatitech a kvarcitech (Jeseníky).